# Discografia degli Extreme
La seguente è una discografia comprensiva del gruppo musicale statunitense Extreme.

## Album

### Album in studio
| Anno                                                                                               | Titolo                                                                              | Classifiche | Classifiche | Classifiche | Classifiche | Classifiche | Classifiche | Classifiche | Classifiche | Classifiche | Classifiche | Classifiche | Classifiche | Classifiche | Classifiche | Certificazioni e vendite                                                          |
| Anno                                                                                               | Titolo                                                                              | US          | AUS         | AUT         | CAN         | FIN         | FRA         | GER         | JPN         | NLD         | NOR         | NZ          | SWE         | SWI         | UK          | Certificazioni e vendite                                                          |
| -------------------------------------------------------------------------------------------------- | ----------------------------------------------------------------------------------- | ----------- | ----------- | ----------- | ----------- | ----------- | ----------- | ----------- | ----------- | ----------- | ----------- | ----------- | ----------- | ----------- | ----------- | --------------------------------------------------------------------------------- |
| 1989                                                                                               | Extreme - Pubblicazione: 14 marzo 1989 - Etichetta: A&M Records                     | 80          | —           | —           | —           | —           | —           | —           | —           | —           | —           | —           | —           | —           | —           | - US: 300.000+                                                                    |
| 1990                                                                                               | Extreme II: Pornograffitti - Pubblicazione: 7 agosto 1990 - Etichetta: A&M Records  | 10          | 29          | 17          | 1           | 14          | —           | 15          | 32          | 16          | 20          | 32          | 37          | 10          | 12          | - AUS: Oro - CAN: 3× Platino - NLD: Oro - SWI: Oro - UK: Platino - US: 2× Platino |
| 1992                                                                                               | III Sides to Every Story - Pubblicazione: 22 novembre 1992 - Etichetta: A&M Records | 10          | 42          | 27          | 10          | 2           | 29          | 20          | 5           | 13          | 17          | 12          | 14          | 14          | 2           | - CAN: Platino - JPN: Oro - UK: Oro - US: Oro                                     |
| 1995                                                                                               | Waiting for the Punchline - Pubblicazione: 19 gennaio 1995 - Etichetta: A&M Records | 40          | 51          | 37          | 27          | 13          | 10          | 46          | 4           | 65          | —           | —           | 29          | 24          | 10          | - JPN: Oro                                                                        |
| 2008                                                                                               | Saudades de Rock - Pubblicazione: 12 agosto 2008 - Etichetta: Frontiers Records     | 78          | —           | —           | —           | —           | —           | —           | 13          | —           | —           | —           | —           | —           | 80          |                                                                                   |
| 2023                                                                                               | Six - Pubblicazione: 09 giugno 2023                                                 |             |             |             |             |             |             |             |             |             |             |             |             |             |             |                                                                                   |
| "—" indica una pubblicazione che non si è classificata o che non è stata pubblicata in quel Paese. |                                                                                     |             |             |             |             |             |             |             |             |             |             |             |             |             |             |                                                                                   |

### Raccolte
| Anno | Titolo |
| ---- | --- |
| 2000 | The Best of Extreme - An Accidental Collication of Atoms? - Pubblicazione: 15 febbraio 2000 - Etichetta: A&M Records                |
| 2002 | 20th Century Masters - The Millennium Collection: The Best of Extreme - Pubblicazione: 26 marzo 2002 - Etichetta: Universal Records |

### Album dal vivo
| Anno | Titolo                                                                                      |
| ---- | ------------------------------------------------------------------------------------------- |
| 2010 | Take Us Alive - Pubblicazione: 4 maggio 2010 - Etichetta: Frontiers Records                 |
| 2016 | Pornograffitti Live 25 - Pubblicazione: 30 settembre 2016 - Etichetta: Loud & Proud Records |

## Singoli
| Anno                                                                                               | Singolo                                | Classifiche | Classifiche   | Classifiche    | Classifiche | Classifiche | Classifiche | Classifiche | Classifiche | Classifiche | Classifiche | Classifiche | Classifiche | Classifiche | Classifiche | Classifiche | Certificazioni                                                                            | Album di provenienza       |
| Anno                                                                                               | Singolo                                | US          | US Main. Rock | US Adult Cont. | AUS         | AUT         | CAN         | FIN         | FRA         | GER         | NLD         | NOR         | NZ          | SWE         | SWI         | UK          | Certificazioni                                                                            | Album di provenienza       |
| -------------------------------------------------------------------------------------------------- | -------------------------------------- | ----------- | ------------- | -------------- | ----------- | ----------- | ----------- | ----------- | ----------- | ----------- | ----------- | ----------- | ----------- | ----------- | ----------- | ----------- | ----------------------------------------------------------------------------------------- | -------------------------- |
| 1989                                                                                               | Little Girls                           | —           | —             | —              | —           | —           | —           | —           | —           | —           | —           | —           | —           | —           | —           | —           |                                                                                           | Extreme                    |
| 1989                                                                                               | Kid Ego                                | —           | 39            | —              | —           | —           | —           | —           | —           | —           | —           | —           | —           | —           | —           | —           |                                                                                           | Extreme                    |
| 1989                                                                                               | Mutha (Don't Wanna Go to School Today) | —           | —             | —              | —           | —           | —           | —           | —           | —           | —           | —           | —           | —           | —           | —           |                                                                                           | Extreme                    |
| 1989                                                                                               | Play with Me                           | —           | —             | —              | —           | —           | —           | —           | —           | —           | —           | —           | —           | —           | —           | —           |                                                                                           | Extreme                    |
| 1990                                                                                               | Decadence Dance                        | —           | —             | —              | —           | —           | —           | —           | —           | —           | —           | —           | —           | —           | —           | 36          |                                                                                           | Extreme II: Pornograffitti |
| 1990                                                                                               | Get the Funk Out                       | —           | 34            | —              | —           | —           | —           | —           | —           | —           | 33          | —           | —           | —           | —           | 19          |                                                                                           | Extreme II: Pornograffitti |
| 1991                                                                                               | More Than Words                        | 1           | 12            | 2              | 2           | 13          | 1           | 6           | 8           | 8           | 1           | 4           | 1           | 4           | 3           | 2           | - AUS: Platino - CAN: Platino - NLD: Oro - NZ: Platino - SWE: Oro - UK: Platino - US: Oro | Extreme II: Pornograffitti |
| 1991                                                                                               | Hole Hearted                           | 4           | 2             | —              | 24          | —           | 2           | —           | —           | 48          | 9           | —           | 8           | 30          | —           | 12          |                                                                                           | Extreme II: Pornograffitti |
| 1992                                                                                               | Song for Love                          | —           | —             | —              | —           | —           | —           | —           | —           | —           | —           | —           | —           | —           | —           | 12          |                                                                                           | Extreme II: Pornograffitti |
| 1992                                                                                               | Rest in Peace                          | 96          | 1             | —              | —           | —           | 21          | 12          | —           | —           | 31          | —           | 19          | 24          | 20          | 13          |                                                                                           | III Sides to Every Story   |
| 1992                                                                                               | Stop the World                         | 95          | 9             | —              | —           | —           | 19          | —           | —           | —           | —           | —           | —           | —           | —           | 22          |                                                                                           | III Sides to Every Story   |
| 1993                                                                                               | Tragic Comic                           | —           | —             | —              | —           | —           | 85          | —           | —           | —           | —           | —           | —           | —           | —           | 15          |                                                                                           | III Sides to Every Story   |
| 1993                                                                                               | Am I Ever Gonna Change                 | —           | 20            | —              | —           | —           | —           | —           | —           | —           | —           | —           | —           | —           | —           | —           |                                                                                           | III Sides to Every Story   |
| 1995                                                                                               | Hip Today                              | —           | 26            | —              | —           | —           | 64          | 12          | —           | —           | —           | —           | —           | —           | —           | 44          |                                                                                           | Waiting for the Punchline  |
| 1995                                                                                               | Cynical                                | —           | —             | —              | —           | —           | —           | —           | —           | —           | —           | —           | —           | —           | —           | —           |                                                                                           | Waiting for the Punchline  |
| 2008                                                                                               | Star                                   | —           | —             | —              | —           | —           | —           | —           | —           | —           | —           | —           | —           | —           | —           | —           |                                                                                           | Saudades de Rock           |
| "—" indica una pubblicazione che non si è classificata o che non è stata pubblicata in quel Paese. |                                        |             |               |                |             |             |             |             |             |             |             |             |             |             |             |             |                                                                                           |                            |

## Videografia
| Anno | Canzone                                | Regista                        | Nota   |
| ---- | -------------------------------------- | ------------------------------ | ------ |
| 1989 | Kid Ego                                | Nigel Dick                     | [ 27 ] |
| 1989 | Little Girls                           | Nigel Dick                     | [ 28 ] |
| 1989 | Mutha (Don't Wanna Go to School Today) | Jim Shea                       | [ 29 ] |
| 1991 | Decadence Dance                        | Tom Stern, Alex Winter         | [ 30 ] |
| 1991 | Get the Funk Out                       | Andy Morahan                   | [ 31 ] |
| 1991 | More Than Words                        | Jonathan Dayton, Valerie Faris | [ 32 ] |
| 1991 | Hole Hearted                           | Jonathan Dayton, Valerie Faris | [ 33 ] |
| 1992 | Song for Love                          | ???                            |        |
| 1992 | Rest in Peace                          | Wayne Isham                    |        |
| 1992 | Stop the World                         | Doug Nichol                    | [ 34 ] |
| 1993 | Tragic Comic                           | Paris Barclay                  | [ 35 ] |
| 1995 | Hip Today                              | David Dobkin                   | [ 36 ] |
| 1995 | Cynical                                | Nuno Bettencourt               | [ 37 ] |